# Cirrhitichthys bleekeri
Cirrhitichthys bleekeri és una espècie de peix pertanyent a la família dels cirrítids.

## Descripció
- Pot arribar a fer 8,2 cm de llargària màxima.[5]

## Hàbitat
És un peix marí, associat als esculls i de clima tropical.

## Distribució geogràfica
Es troba a l'Índic oriental: l'Índia.

## Observacions
És inofensiu per als humans.